# Greg Kinnear
Greg Kinnear (Logansport, Indiana, 17 de junio de 1963) es un actor estadounidense nominado al premio Óscar. Hijo de un diplomático que trabajaba para el Ministerio de Asuntos Exteriores de los Estados Unidos, vivió de niño en diferentes lugares en el extranjero, como Beirut y Atenas. Estudió periodismo de radio y televisión en la Universidad de Arizona, en Tucson. Terminados sus estudios se fue a Los Ángeles, donde encontró trabajo como asistente de marketing de una corporación de televisión. Posteriormente fue presentador y periodista en la cadena MTV.
En 1986, cuando en MTV ya no le prorrogaron el contrato de trabajo, Kinnear comenzó a intervenir en pequeños papeles de diversas producciones televisivas. En 1990 fue el creador, coproductor ejecutivo y presentador del programa de televisión Best of the Worst que estuvo al aire durante dos años. A continuación Kinnear fue el primer presentador de una nueva serie de televisión que tuvo un notable éxito en los Estados Unidos, Talk Soup en E! y en la que trabajó hasta 1994. Su siguiente empleo fue un show de televisión propio, Later with Greg Kinnear, emitido durante la noche en la cadena NBC. A partir de entonces ya recibió ofertas para actuar en el cine, de las cuales la de Sydney Pollack para la nueva versión de Sabrina, fue su primer éxito en la pantalla grande.
Desde entonces, Kinnear ha intervenido en múltiples películas, en las que ha demostrado sus dotes de interpretación, tanto en dramas como en comedias.
Kinnear está casado con la modelo británica Helen Labdon desde 1999. Tienen tres hijas.
Desde 2018 participa en House of Cards. Interpreta a uno de los hermanos Shepherd, Bill, unos empresarios con poderosa influencia en la Casa Blanca.

## Filmografía

### Cine
| Año  | Título                            | Papel                            |
| ---- | --------------------------------- | -------------------------------- |
| 1994 | Blankman                          | Presentador de un talk show      |
| 1995 | Sabrina                           | David Larrabee                   |
| 1996 | Dear God                          | Tom Turner                       |
| 1996 | Beavis and Butt-Head Do America   | Agente de ATF Bork (voz)         |
| 1997 | A Smile Like Yours                | Danny Robertson                  |
| 1997 | Mejor... imposible                | Simon Bishop                     |
| 1998 | You've Got Mail                   | Frank Navasky                    |
| 1999 | Mystery Men                       | Capitán Asombroso / Lance Hunt   |
| 2000 | What Planet Are You From?         | Perry Gordon                     |
| 2000 | Persiguiendo a Betty              | Dr. David Ravell / George McCord |
| 2000 | Un perdedor con suerte            | Profesor Edward Alcott           |
| 2000 | The Gift                          | Wayne Collins                    |
| 2001 | Someone like You                  | Ray Brown                        |
| 2002 | We Were Soldiers                  | Mayor Bruce "Snake" Crandall     |
| 2002 | Auto Focus                        | Bob Crane                        |
| 2003 | Stuck on You                      | Walt Tenor                       |
| 2004 | Godsend                           | Paul Duncan                      |
| 2005 | The Matador                       | Danny Wright                     |
| 2005 | Robots                            | Phineas T. Ratchet (voz)         |
| 2005 | Bad News Bears                    | Roy Bullock                      |
| 2006 | Fast Food Nation                  | Don Anderson                     |
| 2006 | Little Miss Sunshine              | Richard Hoover                   |
| 2006 | Invincible                        | Dick Vermeil                     |
| 2006 | Mentes en blanco                  | Broken Nose                      |
| 2007 | Feast of Love                     | Bradley Smith                    |
| 2008 | Baby Mama                         | Rob Ackerman                     |
| 2008 | Ghost Town                        | Frank Herlihy                    |
| 2008 | Destellos de genio                | Bob Kearns                       |
| 2010 | Green Zone                        | Clark Poundstone                 |
| 2010 | La última canción                 | Steve Miller                     |
| 2011 | Thin Ice                          | Mickey Prohaska                  |
| 2011 | That's What I Am                  | Narrador                         |
| 2011 | Salvation Boulevard               | Carl Vanderveer                  |
| 2011 | I Don't Know How She Does It      | Richard Reddy                    |
| 2012 | Stuck in Love                     | Bill Borgens                     |
| 2013 | Movie 43                          | Griffin Schraeder                |
| 2013 | The English Teacher               | Dr. Richard Riker                |
| 2013 | Anchorman 2: The Legend Continues | Gary Bragger                     |
| 2014 | Heaven Is for Real                | Todd Burpo                       |
| 2014 | Murder of a Cat                   | Al Ford                          |
| 2016 | Little Men                        | Brian Jardine                    |
| 2017 | Brigsby Bear                      | Detective Vogel                  |
| 2017 | Same Kind of Different as Me      | Ron Hall                         |
| 2018 | Brian Banks                       | Justin Brooks                    |
| 2019 | Frankie                           | Gary                             |
| 2019 | Strange But True                  | Richard Chase                    |
| 2019 | Phil                              | Phil                             |
| 2019 | The Red Sea Diving Resort         | Walton Bowen                     |
| 2020 | Misbehaviour                      | Bob Hope                         |
| 2021 | Crisis                            | Dean Geoff Talbot                |
| 2022 | Tiny                              | Don Wartward, el sapo (voz)      |
| 2023 | Sight                             | Misha Bartnovsky                 |
| 2024 | The Present                       | Eric Diehl                       |

### Televisión
| Año       | Título                                          | Personaje              | Notas                                     |
| --------- | ----------------------------------------------- | ---------------------- | ----------------------------------------- |
| 1988      | What Price Victory                              | Asistente de profesor  | Película de televisión                    |
| 1989      | Life Goes On                                    | Corey                  | Episodio: "Break a Leg, Mom"              |
| 1990      | Murder in Mississippi                           | Reportero de noticias  | Película de televisión                    |
| 1990      | Mancuso, F.B.I.                                 | Fotógrafo              | Episodio: "Adamant Eve"                   |
| 1991      | L.A. Law                                        | Reportero              | Episodio: "Spleen It to Me, Lucy"         |
| 1991      | Best of the Worst                               | Él mismo               | Anfitrión                                 |
| 1991–1995 | Talk Soup                                       | Él mismo               | También productor ejecutivo               |
| 1991      | Dillinger                                       | Legislador de Arizona  | Película de televisión                    |
| 1993      | Based on an Untrue Story                        | Orlando Chang Stein    | Película de televisión                    |
| 1998      | The Larry Sanders Show                          | Greg Kinnear           | Episodio: "Flip"                          |
| 2000      | Happily Ever After: Fairy Tales for Every Child | Prince Gavin           | Episodio: "The Frog Princess"             |
| 2001      | Dinner with Friends                             | Tom                    | Película de televisión                    |
| 2003      | Friends                                         | Benjamin Hobart        | Episodio: "The One with Ross's Grant"     |
| 2011      | The Kennedys                                    | John F. Kennedy        | 8 Episodios                               |
| 2012      | Modern Family                                   | Tad                    | Episodio: "Me? Jealous?"                  |
| 2014      | Rake                                            | Keegan Deane           | También productor ejecutivo               |
| 2015      | Drunk History                                   | Thaddeus Lowe          | Episodio: "New Jersey"                    |
| 2016      | Confirmation                                    | Joe Biden              | Película de televisión                    |
| 2016      | BoJack Horseman                                 | Greg Kinglear          | Voz. Episodio: "Start Spreading the News" |
| 2017      | Electric Dreams                                 | Padre                  | Episodio: "Father Thing"                  |
| 2018–2019 | Unbreakable Kimmy Schmidt                       | Él mismo               | 2 Episodios                               |
| 2018      | House of Cards                                  | Bill Shepherd          | 7 Episodios                               |
| 2019      | The Twilight Zone                               | Capitán Lane Pendleton | Episodio: "A Traveler"[10]                |
| 2020–2021 | The Stand                                       | Glen Bateman           | 6 Episodios                               |
| 2022      | Black Bird                                      | Brian Miller           | 6 Episodios                               |
| 2023      | You                                             | Tom Lockwood           | Papel recurrente, 3 Episodios             |

## Teatro
| Año  | Título                | Personaje     | Teatro          |
| ---- | --------------------- | ------------- | --------------- |
| 2020 | To Kill a Mockingbird | Atticus Finch | Shubert Theatre |

## Premios y distinciones
Premios Óscar
| Año  | Categoría              | Película           | Resultado |
| ---- | ---------------------- | ------------------ | --------- |
| 1998 | Mejor actor de reparto | Mejor... imposible | Nominado  |

| Año  | Otorga                                  | Premio                                                                               | Trabajo                           | Resultado |
| ---- | --------------------------------------- | ------------------------------------------------------------------------------------ | --------------------------------- | --------- |
| 1994 | CableACE Awards                         | Especial de recreación y ocio o Serie                                                | Talk Soup on Vacation             | Nominado  |
| 1994 | CableACE Awards                         | Especial de Espectáculo de Revista o Serie                                           | Talk Soup: Weekend Edition        | Nominado  |
| 1995 | CableACE Awards                         | Anfitrión de entretenimiento                                                         | Talk Soup                         | Nominado  |
| 1995 | Daytime Emmy Awards                     | Destacado Programa de clase especial                                                 | Talk Soup                         | Ganó      |
| 1996 | Chicago Film Critics Association Awards | Actor más prometedor                                                                 | Sabrina                           | Ganó      |
| 1996 | Golden Apple Awards                     | Descubrimiento masculino del Año                                                     |                                   | Ganó      |
| 1996 | ShoWest Convention Awards               | Estrella masculina del mañana                                                        |                                   | Ganó      |
| 1997 | Awards Circuit Community Awards         | Mejor Actor en un personaje de soporte                                               | As Good as It Gets                | Nominado  |
| 1997 | National Board of Review Awards         | Mejor Actor de soporte                                                               | As Good as It Gets                | Ganó      |
| 1998 | Chicago Film Critics Association Awards | Mejor Actor de soporte                                                               | As Good as It Gets                | Nominado  |
| 1998 | Golden Globe Awards                     | Mejor Actor de soporte en una película                                               | As Good as It Gets                | Nominado  |
| 1998 | OFTA Film Awards                        | Mejor Actor de soporte                                                               | As Good as It Gets                | Nominado  |
| 1998 | Satellite Awards                        | Mejor Actor de soporte en una Película, Comedia o Musical                            | As Good as It Gets                | Nominado  |
| 1998 | Screen Actors Guild Awards              | Destacado desempeño por un Actor masculino en un Personaje de soporte                | As Good as It Gets                | Nominado  |
| 1998 | Southeastern Film Critics Association   | Mejor Actor de soporte                                                               | As Good as It Gets                | Ganó      |
| 1999 | Blockbuster Entertainment Awards        | Actor de soporte favorito – Comedia / Romance                                        | You've Got Mail                   | Ganó      |
| 2002 | New York Film Critics Circle Awards     | Mejor actor                                                                          | Auto Focus                        | Nominado  |
| 2005 | St. Louis Film Critics Association      | Mejor actor de soporte                                                               | The Matador                       | Nominado  |
| 2006 | Awards Circuit Community Awards         | Mejor conjunto de reparto                                                            | Little Miss Sunshine              | Ganó      |
| 2006 | Gotham Independent Film Awards          | Mejor desempeño de conjunto                                                          | Little Miss Sunshine              | Nominado  |
| 2006 | Phoenix Film Critics Society Awards     | Mejor conjunto de reparto                                                            | Little Miss Sunshine              | Ganó      |
| 2007 | Central Ohio Film Critics Association   | Mejor conjunto                                                                       | Little Miss Sunshine              | Nominado  |
| 2007 | Gold Derby Awards                       | Conjunto de reparto                                                                  | Little Miss Sunshine              | Ganó      |
| 2007 | OFTA Film Awards                        | Mejor conjunto                                                                       | Little Miss Sunshine              | Nominado  |
| 2007 | Screen Actors Guild Awards              | Destacado desempeño por un reparto en una película                                   | Little Miss Sunshine              | Ganó      |
| 2008 | Boston Film Festival                    | Mejor Actor                                                                          | Flash of Genius                   | Ganó      |
| 2011 | Primetime Emmy Awards                   | Destacado actor principal en una Miniserie o Película                                | The Kennedys                      | Nominado  |
| 2012 | OFTA Television Awards                  | Mejor Actor invitado en una Serie de Comedia                                         | Modern Family                     | Nominado  |
| 2012 | Primetime Emmy Awards                   | Destacado Actor invitado en una Serie de Comedia                                     | "Me? Jealous?"                    | Nominado  |
| 2012 | Screen Actors Guild Awards              | Destacado desempeño por un Actor masculino en una Película de televisión o Miniserie | The Kennedys                      | Nominado  |
| 2014 | MTV Movie + TV Awards                   | Mejor pelea                                                                          | Anchorman 2: The Legend Continues | Nominado  |
| 2017 | Leo Awards                              | Mejor película                                                                       | Phil                              | Nominado  |